# Верспор, Марьолейн
Марьолейн Верспор (нидерл. Marjolijn Verspoor; род. 11 марта 1952, Лейден, Южная Голландия) — голландская лингвистка, профессор английского языка и английского как второго языка в Университете Гронингена (Нидерланды).

## Карьера

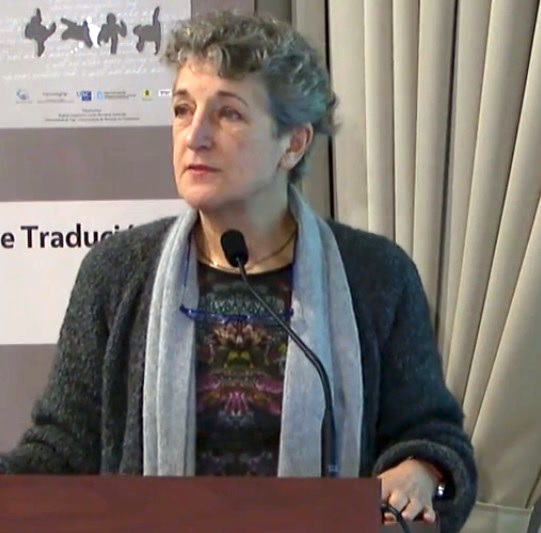
Верспор

В 1990 году Верспор защитила в Лейденском университете кандидатскую диссертацию «Семантические критерии при выборе дополнения».
Верспор опубликовала журнальные статьи и отредактировала несколько книг по различным областям лингвистики, включая развитие второго языка, эффекты двуязычного образования, эффекты когнитивного понимания развития второго языка, когнитивно-лингвистический подход к английскому дополнению.
В 1973 году Верспор была назначена научным сотрудником и ассистентом по немецкому языку на немецком факультете Университета штата Луизиана в США. В 1976 году она была назначена преподавателем немецкого, французского и английского языков как второго факультета иностранных языков в Северо-восточном университете Луизианы. В 1989 году она стала постоянным профессором на факультете английского языка Университета Миссури (США), где также была координатором программы «Академический английский для иностранных студентов».
В период с 1991 по 1994 год Верспор работала преподавателем в Английском отделе Государственного университета Гронингена. С 1995 по 2005 год она была председателем Национального экзаменационного совета (CEVO: VWO-HAVO) по английскому языку и отвечала за содержание национального экзамена по английскому языку. С 1994 года Верспор преподавала на факультете английского языка Университета Гронингена. В период с 2005 по 2009 год она была научным руководителем и координатором программы MA по прикладной лингвистике с преподаванием английского языка как иностранного.

### Книги
- Lexical and Syntactical Constructions and the Construction of Meaning (1997)[3]
- Cognitive Exploration of Language and Linguistics (1998)[4]
- Explorations in Linguistic Relativity (2000)[5]
- Second Language Acquisition: An Advanced Resource Book (2005)[6]
- A Dynamic Approach to Second Language Development. Methods and Techniques (2011)[7]

### Статьи
- Verspoor M., & Lowie W. (2003). Making sense of polysemous words. Language learning, 53(3), 547—586.
- De Bot K., Verspoor M., & Lowie W. (2005). Dynamic Systems Theory and Applied Linguistics: the ultimate «so what»? International Journal of Applied Linguistics, 15(1), 116—118.
- De Bot K., Lowie W., & Verspoor M. (2007). A dynamic view as a complementary perspective. Bilingualism: Language and Cognition, 10(1), 51-55.
- De Bot K., Lowie W., & Verspoor M. (2007). A dynamic systems theory approach to second language acquisition. Bilingualism: Language and Cognition, 10(1), 7-21.
- Verspoor M., Lowie M., & van Dijk M. (2008). Variability in second language development from a dynamic systems perspective. The Modern Language Journal, 92(2), 214—231.
- Spoelman M., & Verspoor M. (2010). Dynamic patterns in development of accuracy and complexity: A longitudinal case study in the acquisition of Finnish. Applied Linguistics, 31(4), 532—553. doi:
- Verspoor, M. H. (2012). Symposium: Dynamic systems/Complexity theory as a new approach to second language development. Language Teaching, 45(4), 553—534.
- Rousse-Malpat, A., & Verspoor, M. (2012). Measuring effectiveness in Focus on Form versus Focus on Meaning. Dutch Journal of Applied Linguistics, 1(2), 263—276. doi:
- Smiskova, H., Verspoor, M. H., & Lowie, W. M. (2012). Conventionalized ways of saying things (CWOSTs) and L2 development. Dutch Journal of Applied Linguistics, 1(1), 125—142.
- de Bot, K., Chan, B., Lowie, W. M., Plat, R., & Verspoor, M. H. (2012). A dynamic perspective on language processing and development. Dutch Journal of Applied Linguistics, 1(2), 188—218.
- Verspoor M., Schmid M. S., & Xu X. (2012). A dynamic usage based perspective on L2 writing. Journal of Second Language Writing, 21(3), 239—263. doi:
- Chan, H., Verspoor, M., & Vahtrick, L. (2015). Dynamic Development in Speaking Versus Writing in Identical Twins. Language Learning, 65(2), 298—325 . doi:
- Lowie W., & Verspoor M. (2015). Variability and variation in second language acquisition orders: A dynamic reevaluation. Language Learning, 65(1), 63-88. doi:
- Hou, J., Verspoor, M., & Loerts, H. (2016). An exploratory study into the dynamics of Chinese L2 writing development. Dutch Journal of Applied Linguistics, 5(1), 65-96.
- Verspoor, M., Lowie, W., Chan, H., & Vahtrick, L. (2017). Linguistic complexity in second language development: variability and variation at advanced stages. Recherches en didactique des langues et des culture. Les cahiers de l’Acedle, 14(1). doi:
- Lesonen, S., Suni, M., Steinkrauss, R., & Verspoor, M. (2017). From conceptualization to constructions in Finnish as an L2: a case study. Pragmatics and Cognition, 24(2), 212—262. doi:
- Lowie, W., van Dijk, M., Chan, H., & Verspoor, M. (2017). Finding the key to successful L2 learning in groups and individuals. Studies in Second Language Learning and Teaching, 7(1), 127—148.
- Dale, L., Ron, O., & Verspoor, M. (2018). Searching for identity and focus: towards an analytical framework for language teachers in bilingual education. International Journal of Bilingual Education and Bilingualism, 21(3), 366—383.
- Hou, J., Loerts, H., & Verspoor, M. (2018). Exploring attitude and test-driven motivation towards English at Chinese universities. International Journal of Language Studies, 12(1), 37-60.
- Hou, J., Loerts, H., & Verspoor, M. (2018). Chunk use and development in advanced Chinese L2 learners of English. Language Teaching Research, 22(2), 148—168. doi:
- Dale, L., Oostdam, R., & Verspoor, M. (2018). Juggling ideals and constraints The position of English teachers in CLIL contexts. Dutch Journal of Applied Linguistics, 7(2), 177—202. doi:
- Lowie, W. M., & Verspoor, M. H. (2019). Individual Differences and the Ergodicity Problem. Language Learning, 69(S1), 184—206. doi: